# Epica (hudební skupina)
Epica je nizozemská symfonicmetalová hudební skupina, která dává důraz na operní prvky kombinované s typickým death metalovým chrapotem (growling). Zakládajícím členem je kytarista a zpěvák Mark Jansen, který kapelu založil v roce 2003 pod jménem po svém odchodu z After Forever.

## Biografie
Na konci roku 2002 opustil Mark Jansen skupinu After Forever kvůli neshodám v tvorbě a začal hledat muzikanty k založení nového projektu, zpočátku pojmenovaného Sahara Dust. Na začátku roku 2003 počítala kapela s Helenou Michaelsenovou (z Trail of Tears) jako svou frontwomankou, ale ta byla po krátké době vystřídaná do té doby neznámou mezzo-sopranistkou Simonou Simonsovou, Jansenovou přítelkyní. Kapelu doplnili kytarista Ad Sluijter, bubeník Jeroen Simons, basista Yves Huts a klávesista Coen Janssen. Změnili si jméno na Epica, inspirováni albem Epica od americké formace Kamelot.
Epica poté sestavila sbor - složený z šesti mužů a šesti žen - a smyčcový orchestr - troje housle, dvě violy, dvě violoncella a kontrabas - který měl hrát s nimi. Producentem jejich debutového alba The Phantom Agony byl Sascha Paeth (předtím byl producentem kapel jako Angra, Rhapsody of Fire, Kamelot) a bylo vydáno ke konci roku 2003.
Jejich druhé album bylo nazváno Consign to Oblivion. V songu „Trois Viegres“ můžeme slyšet hosta - Roye Khana (z kapely Kamelot). Epica se také přidala ke Kamelotu jako podpůrná kapela na jejich turné k albu The Black Halo a jejich vystoupení v Rockefeller Music Hall v Oslu bude na živém DVD Kamelotu, které by mělo být vydáno roku 2006.
The Score – An Epic Journey bylo vydáno v září 2005 a jedná se o soundtrack k nizozemskému filmu Joyride, přesto je bráno jako jejich třetí album. Jak řekl kytarista Mark Jansen - album je „typická Epica. Jenom beze zpěvu, kytar, bassovky a bubnů.“[zdroj?]
V letech 2005 a 2006 jela Epica společně s kapelou Kamelot na svou první tour po Severní Americe. Po tour opustil kapelu její bubeník, Jeroen Simons.
K vydání nového alba si vybrali jako nového bubeníka Ariëna van Weesenbeeka a v roce 2007 natočili album Divine Conspiracy, které sklidilo velký úspěch a Epica mohla rozjet své vlastní turné.
V roce 2008 měli koncert v maďarském Miskolcu na Opera Rock Show, za doprovodu 40členného orchestru a 30členného sboru. Celý koncert se natočil na dvě CD pod souhrnným názvem The Classical Conspiracy.
V roce 2009 vyšlo album, Design Your Universe, které bylo ještě více úspěšné než Divine Conspiracy. Projevuje se zde pocit "epičnosti," což k jejich jménu patří.
Další studiové albu, nazvané "Requiem for the Indifferent", vyšlo v roce 2012. Při tvorbě textů se Epica inspirovala různými náboženstvími, kulturami, válkami, ale také přírodními katastrofami a finanční krizí. Album vyšlo 9. března 2012 a díky svojí vyváženosti začalo získávát jedno vysoké hodnocení za druhým. Ubylo řevů, gruntů a více prostoru dostal hlas zpěvačky Simone. Také je zde víc kytarových sól a progresivních prvků.
Těsně před novou turné Epica opět informovala o změně v sestavě. Basák Yves Huts kvůli svým kariérním možnostem v jiné oblasti opustil Epicu a nahradil ho Rob van der Loo, který působil v kapelách Delain a Sun Caged.
V roce 2013 měla skupina koncert k výročí 10 let od svého založení. Konal se v rodné zemi, Nizozemsku, za doprovodu orchestru a sboru. Na koncertě vystoupilo o několik hostů. Mezi nimi například Floor Jansen (ex-After forever, ReVamp, Nightwish) a bývalí členové kapely - Ad Sluijter, Yves Huts a Jeroen Simons. Záznam z koncertu byl vydán jako 2DVD a 3CD s názvem Retrospect.
V roce 2014 oznámila skupina vydání šestého studiového alba The Quantum Enigma. Album vyšlo 2. května 2014 přes vydavatelství Nuclear Blast. Během turné k albu kapela početně vystoupila na hudebních festivalech po celém světě, v září 2014 poté i samostatně v Mexiku a Kolumbii. Rok 2015 Epica zahájila druhou částí evropského turné, během kterého vystoupila i v Praze.
V prosinci 2015 se členové kapely sešli ve studiu a začali nahrávat sedmé studiové album. To dostalo název The Holographic Principle a vyšlo 30. září 2016. Kapela na něm poprvé ve své historii využila plnohodnotný symfonický orchestr. Epica ve studiu nahrála celkem osmnáct písní, z níž jich na album vybrala dvanáct. Zbylých šest skladeb vydala 1. září 2017 prostřednictvím extended playe The Solace System.
Další studiové album je v plánu na přelom roku 2019 a 2020. Tří až čtyřletou pauzu mezi studiovými deskami plánuje skupina vyplnit vydáním autobiografické knihy The Essence of Epica.

## Sestava

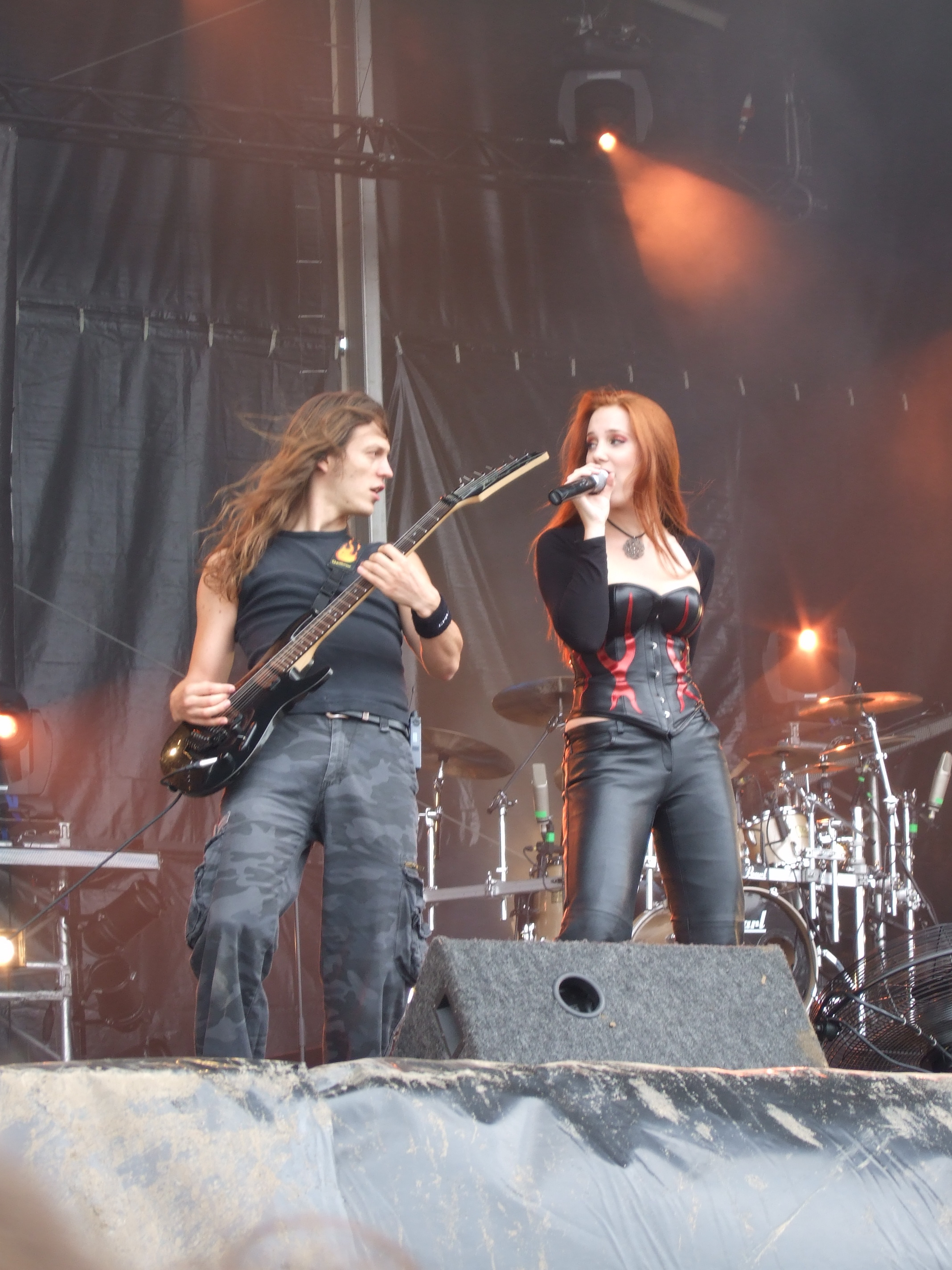
Simone Simons a Mark Jansen

- Simone Simons – mezzo-sopránový zpěv
- Mark Jansen – kytara a chrapot (growling, screaming)
- Isaac Delahaye – kytara
- Rob van der Loo – basová kytara
- Coen Janssen – syntetizér
- Ariën van Weesenbeek – bicí

### Bývalí členové
- Ad Sluijter
- Helena Michaelsen
- Jeroen Simons
- Yves Huts

## Diskografie
- The Phantom Agony (2003)
- Consign to Oblivion (2005)
- The Divine Conspiracy (2007)
- Design Your Universe (2009)
- Requiem for the Indifferent (2012)
- The Quantum Enigma (2014)
- The Holographic Principle (2016)
- Omega (2021)
- Aspiral (2025)